# Małgorzata Karwatowska
Małgorzata Karwatowska – polska językoznawczyni, prof. dr hab. nauk humanistycznych, profesor zwyczajny Instytutu Filologii Polskiej i prodziekan Wydziału Humanistycznego Uniwersytetu Marii Curie-Skłodowskiej.

## Życiorys
W 1982 ukończyła studia z zakresu filologii polskiej na Uniwersytecie Marii Curie-Skłodowskiej w Lublinie, 29 stycznia 1992 obroniła pracę doktorską Słownictwo prawnicze w lubelskich księgach miejskich pierwszej połowy XVII wieku, a 15 maja 2002 habilitowała się na podstawie oceny dorobku naukowego i pracy zatytułowanej Prawda i kłamstwo w języku młodzieży licealnej lat dziewięćdziesiątych. 18 października 2012 nadano jej tytuł profesora w zakresie nauk humanistycznych.
Została zatrudniona na stanowisku profesora nadzwyczajnego w Instytucie Nauk Humanistycznych w Państwowej Wyższej Szkole Zawodowej w Chełmie, a także objęła funkcję profesora zwyczajnego w Instytucie Filologii Polskiej i prodziekana na Wydziale Humanistycznego Uniwersytetu Marii Curie-Skłodowskiej.
Była dyrektorem Instytutu Nauk Humanistycznych w Państwowej Wyższej Szkoły Zawodowej w Chełmie.

## Publikacje
- 2001: Prawda i kłamstwo w języku młodzieży licealnej lat dziewięćdziesiątych[1]
- 2009: Kilka uwag o kłamstwie (współaut. M. Potent)[1]
- 2009: Uporządkowany świat mody (rec. książki zatytułowanej „Kulturowe aspekty języka mody” autorstwa Bożeny Rejakowej)[1]
- 2012: Autorytety w opiniach młodzieży[1]
- 2014: Światy uczniowskie. Język – media – komunikacja[1]